# Mahonija
Mahonija  (lat. Mahonia), rod vazdazelenih grmova iz porodice žutikovki (Berberidaceae), koji je jedno vrijeme bio uklopljern u rod Berberis, ali su ga Yu i Chung (2017.) (opet) odvojili iz roda od Berberis i učinili ga monofiletskim isključivanjem rodova Alloberberisa i Moranothamnusa.
Na popisu je 71 vrsta od čega U Hrvatskoj raste jedino  oštrolisna mahonija (Mahonia aquifolium).  

## Vrste
1. Mahonia alpina (Zamudio) C.C.Yu & K.F.Chung
2. Mahonia andrieuxii (Hook. & Arn.) Fedde
3. Mahonia angustifolia (Hartw. ex Benth.) Fedde
4. Mahonia aquifolium (Pursh) Nutt.
5. Mahonia aristulata Ahrendt
6. Mahonia bealei (Fortune) Carrière
7. Mahonia berriozabalensis V.V.Miranda
8. Mahonia bijuga Hand.-Mazz.
9. Mahonia bracteolata Takeda
10. Mahonia breviracema Y.S.Wang & P.K.Hsiao
11. Mahonia calamicaulis Spare & C.E.C.Fisch.
12. Mahonia cardiophylla T.S.Ying & Boufford
13. Mahonia chiapensis Lundell
14. Mahonia chochoco (Schltdl.) Fedde
15. Mahonia conferta Takeda
16. Mahonia dictyota (Jeps.) Fedde
17. Mahonia dulongensis H.Li
18. Mahonia ehrenbergii (Kunze) Bosse
19. Mahonia eurybracteata Fedde
20. Mahonia feddei Ahrendt
21. Mahonia fortunei (Lindl.) Fedde
22. Mahonia gracilipes (Oliv.) Fedde
23. Mahonia gracilis (Hartw. ex Benth.) Bosse
24. Mahonia hancockiana Takeda
25. Mahonia harrisoniana (Kearney & Peebles) H.L.Li
26. Mahonia hartwegii (Benth.) Fedde
27. Mahonia hicksii Ahrendt
28. Mahonia imbricata T.S.Ying & Boufford
29. Mahonia incerta Fedde
30. Mahonia japonica (Thunb.) DC.
31. Mahonia jaunsarensis Ahrendt
32. Mahonia jingxiensis J.Y.Wu, Ogisu, H.N.Qin & S.N.Lu
33. Mahonia johnstonii (Standl. & Steyerm.) Standl. & Steyerm.
34. Mahonia klossii Baker f.
35. Mahonia lancasteri O.Colin
36. Mahonia lanceolata (Benth.) Fedde
37. Mahonia leptodonta Gagnep.
38. Mahonia leveilleana C.K.Schneid.
39. Mahonia longibracteata Takeda
40. Mahonia lushuiensis T.S.Ying & H.Li
41. Mahonia magnifica Ahrendt
42. Mahonia microphylla T.S.Ying & G.R.Long
43. Mahonia monyulensis Ahrendt
44. Mahonia moranensis (Hebenstr. & Ludw. ex Schult. & Schult.f.) I.M.Johnst.
45. Mahonia napaulensis DC.
46. Mahonia nervosa (Pursh) Nutt.
47. Mahonia nivea C.K.Schneid.
48. Mahonia ogisui Lancaster & J.M.H.Shaw
49. Mahonia oiwakensis Hayata
50. Mahonia pallida (Hartw. ex Benth.) Fedde
51. Mahonia philippinensis Takeda
52. Mahonia pinnata (Lag.) Fedde
53. Mahonia polyodonta Fedde
54. Mahonia pycnophylla (Fedde) Takeda
55. Mahonia quinquefolia (Standl.) Standl.
56. Mahonia repens (Lindl.) G.Don
57. Mahonia reticulinervia C.Y.Wu ex S.Y.Bao
58. Mahonia roxburghii (DC.) Takeda
59. Mahonia russellii N.P.Taylor
60. Mahonia schochii C.K.Schneid.
61. Mahonia setosa Gagnep.
62. Mahonia shenii Chun
63. Mahonia sheridaniana C.K.Schneid.
64. Mahonia simonsii Takeda
65. Mahonia subimbricata Chun & F.Chun
66. Mahonia sumatrensis Merr.
67. Mahonia taronensis Hand.-Mazz.
68. Mahonia tenuifolia (Lindl.) Czerw. & Warsz.
69. Mahonia trifolia Schltdl. & Cham.
70. Mahonia volcania Standl. & Steyerm.
71. Mahonia wilcoxii (Kearney) Rehder
72. Mahonia ×decumbens Stace
73. Mahonia ×wagneri (Jouin) Rehder